# U-514 (tàu ngầm Đức)
U-514 là một tàu ngầm tấn công  Lớp Type IX thuộc phân lớp Type IXC được Hải quân Đức Quốc Xã chế tạo trong Chiến tranh Thế giới thứ hai. Nhập biên chế năm 1942, nó đã thực hiện được bốn chuyến tuần tra, đánh chìm được bốn tàu buôn với tổng tải trọng 16.329 GRT, gây tổn thất toàn bộ cho hai chiếc tổng tải trọng 8.202 GRT, đồng thời gây hư hại cho hai chiếc khác tổng tải trọng 13.551 GRT. Trong chuyến tuần tra cuối cùng, U-514 bị một máy bay ném bom B-24 Liberator của Không quân Hoàng gia Anh đánh chìm trong Đại Tây Dương tại vịnh Biscay vào ngày 8 tháng 7, 1943.

## Thiết kế và chế tạo

### Thiết kế
Thiết kế của tàu ngầm Type IXC có kích thước hơi nhỉnh hơn so với phân lớp Type IXB dẫn trước. Chúng có trọng lượng choán nước 1.120 t (1.100 tấn Anh) khi nổi và 1.232 t (1.213 tấn Anh) khi lặn. Con tàu có chiều dài chung 76,76 m (251 ft 10 in), lớp vỏ trong chịu áp lực dài 58,75 m (192 ft 9 in), mạn tàu rộng 6,76 m (22 ft 2 in), chiều cao 9,60 m (31 ft 6 in) và mớn nước 4,70 m (15 ft 5 in).
Chúng trang bị hai động cơ diesel MAN M 9 V 40/46 siêu tăng áp 9-xy lanh 4 thì, tổng công suất 4.400 PS (3.200 kW; 4.300 bhp), dẫn động hai trục chân vịt đường kính 1,92 m (6,3 ft), cho phép đạt tốc độ tối đa 18,3 kn (33,9 km/h), và tầm hoạt động tối đa 13.450 nmi (24.910 km) khi đi tốc độ đường trường 10 kn (19 km/h). Khi đi ngầm dưới nước, chúng sử dụng hai động cơ/máy phát điện Siemens-Schuckert 2 GU 345/34 tổng công suất 1.000 PS (740 kW; 990 shp). Tốc độ tối đa khi lặn là 7,3 kn (13,5 km/h), và tầm hoạt động 63 nmi (117 km) ở tốc độ 4 kn (7,4 km/h). Con tàu có khả năng lặn sâu đến 230 m (750 ft).
Vũ khí trang bị có sáu ống phóng ngư lôi 53,3 cm (21 in), bao gồm bốn ống trước mũi và hai ống phía đuôi, và mang theo tổng cộng 22 quả ngư lôi 53,3 cm (21 in). Tàu ngầm Type IX trang bị một hải pháo 10,5 cm (4,1 in) SK C/32 với 110 quả đạn, một pháo phòng không 3,7 cm (1,5 in) SK C/30 và hai pháo phòng không 2 cm (0,79 in) C/30. Thủy thủ đoàn bao gồm 4 sĩ quan và 44 thủy thủ.

### Chế tạo
U-514 được đặt hàng vào ngày 14 tháng 2, 1940, và được đặt lườn tại xưởng tàu Deutsche Werft ở Hamburg vào ngày 29 tháng 4, 1941. Nó được hạ thủy vào ngày 18 tháng 11, 1941, và nhập biên chế cùng Hải quân Đức Quốc Xã vào ngày 24 tháng 1, 1942 dưới quyền chỉ huy của Hạm trưởng, Đại úy Hải quân Hans-Jürgen Auffermann.

## Lịch sử hoạt động

### 1942
Sau khi hoàn tất việc chạy thử máy và huấn luyện trong thành phần Chi hạm đội U-boat 4, U-514 được điều sang Chi hạm đội U-boat 10 từ ngày 1 tháng 9, 1942 để hoạt động trên tuyến đầu cho đến khi bị mất.

#### Chuyến tuần tra thứ nhất
Sau khi di chuyển từ cảng Kiel, Đức đến cảng Kristiansand, Na Uy vào giữa tháng 8, 1942, U-514 xuất phát từ đây vào ngày 15 tháng 8 cho chuyến tuần tra đầu tiên trong chiến tranh. Nó tiến ra Bắc Hải, rồi băng qua khe GI-UK giữa Iceland và quần đảo Faroe để vòng qua quần đảo Anh. Chiếc U-boat tiếp tục băng qua suốt Đại Tây Dương và hướng xuống phía Tây Nam để hoạt động dọc theo bờ biển Đông Bắc của lục địa Nam Mỹ.
Trên đường đi giữa Đại Tây Dương vào ngày 6 tháng 9, nó dùng hải pháo đánh chìm chiếc thuyền buồm Anh Helen Farsey 167 GRT ở vị trí khoảng 500 nmi (930 km) về phía Đông Nam Bermuda. Đến ngày 11 tháng 9, chiếc tàu ngầm phóng tổng cộng sáu quả ngư lôi tấn công tàu bè trong vịnh Carlisle, Bridgetown, Barbados, tự nhận đã đánh chìm được hai tàu buôn, nhưng phần lớn các quả ngư lôi đã bị mắc vào lưới chống ngư lôi, nên chỉ có tàu buôn Canada Cornwallis 5.458 GRT trúng ngư lôi và bị chìm ở vùng nước nông; Cornwallis sau đó được trục vớt, sửa chữa và hoạt động trở lại, cho đến khi bị tàu ngầm U-1230 đánh chìm vào tháng 12, 1944.
Bốn ngày sau đó 15 tháng 9, đến lượt chiếc tàu buôn Anh Kioto 3.297 GRT bị chiếc U-boat đánh chìm bằng ngư lôi và hải pháo ở vị trí về phía Đông Tobago. Trong đêm 28 tháng 9, U-514  tấn công một đoàn tàu vận tải ở khu vực cửa sông Amazon, khoảng 130 nmi (240 km) về phía Tây Bắc Salinas, Brazil, gây tổn thất toàn bộ cho các tàu buôn Brazil Lages 5.472 GRT và Osório 2.730 GRT. Cuối cùng vào ngày 12 tháng 10, chiếc tàu ngầm đánh chìm thêm chiếc tàu buôn Hoa Kỳ Steel Scientist 5.688 GRT ở vị trí khoảng 95 nmi (176 km) về phía Bắc Cayenne, Guiana thuộc Pháp. U-514 kết thúc chuyến tuần tra khi quay trở về cảng Lorient bên bờ Đại Tây Dương của Pháp đã bị Đức chiếm đóng, đến nơi vào ngày 9 tháng 11. Lorient trở thành căn cứ hoạt động chính của chiếc tàu ngầm cho đến khi nó bị mất.

### 1943

#### Chuyến tuần tra thứ hai
U-514 khởi hành từ cảng Lorient vào ngày 9 tháng 12, 1942 cho chuyến tuần tra thứ hai, và tiếp tục hướng xuống phía Tây Nam để hoạt động trong vùng biển Đại Tây Dương giữa Tây Phi và Nam Mỹ. Vào ngày 3 tháng 1, 1943, nó phóng ngư lôi tấn công và gây hư hại cho chiếc British Vigilance 8.093 GRT ở vị trí khoảng 500 nmi (930 km) về phía Đông Bắc Barbados; chiếc tàu chở dầu Anh cuối cùng bị tàu ngầm U-105 đánh chìm vào ngày 24 tháng 1. Đến ngày 27 tháng 1, chiếc U-boat phóng ngư lôi đánh chìm chiếc tàu Liberty Hoa Kỳ Charles C. Pinckney 7.177 GRT. U-514 kết thúc chuyến tuần tra và quay về Lorient vào ngày 12 tháng 2.

#### Chuyến tuần tra thứ ba
U-514 thực hiện chuyến tuần tra tiếp theo từ ngày 15 tháng 4 đến ngày 22 tháng 5, cùng xuất phát và kết thúc tại Lorient, và đã hoạt động trong vùng biển Bắc Đại Tây Dương về phía Đông Bắc Newfoundland, Canada, nhưng không đánh chìm được mục tiêu nào. Trong vịnh Biscay vào ngày 17 tháng 4, chiếc U-boat đã hai lần bị các máy bay ném bom thuộc Không quân Hoàng gia Anh (RAF) tấn công: lần đầu lúc 03 giờ 49 phút bởi một chiếc Vickers Wellington thuộc Liên đội 172 RAF, và sau đó lúc 14 giờ 28 phút bởi một chiếc Armstrong Whitworth Whitley thuộc Liên đội 10 RAF. Trong cả hai lần, chiếc tàu ngầm đều thoát được mà không bị hư hại. Toàn bộ 54 thành viên thủy thủ đoàn của U-514 đều đã tử trận

#### Chuyến tuần tra thứ tư – Bị mất
U-514 khởi hành từ Lorient vào ngày 1 tháng 7 cho chuyến tuần tra thứ tư, cũng là chuyến cuối cùng, và đã tiến ra Đại Tây Dương theo hướng Tây Nam. Nó bị đánh chìm trong vịnh Biscay vào ngày 8 tháng 7 bởi rocket phóng từ một máy bay ném bom B-24 Liberator thuộc Liên đội 224 RAF, ở vị trí về phía Tây Bắc mũi Finisterre, Tây Ban Nha, tại tọa độ 43°37′B 08°59′T / 43,617°B 8,983°T. Toàn bộ 54 thành viên thủy thủ đoàn của U-514 đều đã tử trận.

### "Bầy sói" tham gia
U-514 từng tham gia sáu bầy sói:
- Delphin (5 tháng 1 – 9 tháng 2, 1943)
- Amsel (22 tháng 4 – 3 tháng 5, 1943)
- Specht (27 tháng 4 – 4 tháng 5, 1943)
- Fink (4 – 6 tháng 5, 1943)
- Elbe (7 – 10 tháng 5, 1943)
- Elbe 1 (10 – 14 tháng 5, 1943)

### Tóm tắt chiến công
U-514 đã đánh chìm được bốn tàu buôn với tổng tải trọng 16.329 GRT, gây tổn thất toàn bộ cho hai chiếc tổng tải trọng 8.202 GRT, đồng thời gây hư hại cho hai chiếc khác tổng tải trọng 13.551 GRT:
| Ngày              | Tên tàu             | Quốc tịch      | Tải trọng | Số phận          |
| ----------------- | ------------------- | -------------- | --------- | ---------------- |
| 6 tháng 9, 1942   | Helen Farsey        | United Kingdom | 167       | Bị đánh chìm     |
| 11 tháng 9, 1942  | Cornwallis          | Canada         | 5.458     | Bị hư hại        |
| 15 tháng 9, 1942  | Kioto               | United Kingdom | 3.297     | Bị đánh chìm     |
| 28 tháng 9, 1942  | Lages               | Brazil         | 5.472     | Tổn thất toàn bộ |
| 28 tháng 9, 1942  | Osorio              | Brazil         | 2.730     | Tổn thất toàn bộ |
| 12 tháng 10, 1942 | Steel Scientist     | United States  | 5.688     | Bị đánh chìm     |
| 3 tháng 1, 1943   | British Vigilance   | United Kingdom | 8.093     | Bị hư hại        |
| 27 tháng 1, 1943  | Charles C. Pinckney | United States  | 7.177     | Bị đánh chìm     |